# Municipio de Baldwin (Carolina del Norte)
El municipio de Baldwin (en inglés: Baldwin Township) es un municipio ubicado en el  condado de Chatham en el estado estadounidense de Carolina del Norte. En el año 2000 tenía una población de 6.133 habitantes.

## Geografía
El municipio de Baldwin se encuentra ubicado en las coordenadas 35°50′22.89″N 79°8′2.22″O / 35.8396917, -79.1339500.